# Oostzijdse molen aan het Gein bij maanlicht
Oostzijdse molen aan het Gein bij maanlicht is een schilderij van de Nederlandse schilder Piet Mondriaan in het Rijksmuseum in Amsterdam.

## Voorstelling
Het stelt de Oostzijdse Molen voor aan het riviertje het Gein bij Abcoude. Mondriaan schilderde het in de eerste periode dat hij in Amsterdam woonde (1893-1905). Hij schilderde de Oostzijdse Molen meer dan twintig keer. Oostzijdse molen aan het Gein bij maanlicht is een van de eerste nachtlandschappen van Mondriaan, en ook een van zijn eerste schilderijen van de Oostzijdse molen.

## Toeschrijving
Het schilderij is linksonder gesigneerd ‘Piet Mondriaan’.

## Herkomst
Het werk werd – waarschijnlijk in 1904 als huwelijksgeschenk – verworven door het echtpaar Carl Christian en Ragnhild Kallenbach Pedersen-Sarauw in de Deense stad Aabenraa. Het bleef in het bezit van de familie tot 2000, toen het voor 268.676 euro geveild werd bij veilinghuis Bruun Rasmussen in Kopenhagen. Van 2000 tot 2004 bevond het zich in een privéverzameling in Denemarken. In 2004 werd het opnieuw geveild bij veilinghuis Rasmussen; dit keer voor 174.590 euro. In 2005 werd het door kunsthandel Simonis & Buunk in Ede voor 495.000 euro verkocht aan het Rijksmuseum met steun van de BankGiro Loterij en het Rijksmuseum Fonds. De aankoop door het Rijksmuseum was omstreden omdat het niet als topstuk wordt beschouwd.